# 34828 Ishapuri
34828 Ishapuri este o planetă minoră (asteroid), cu un diametru de 8,313 km, din centura de asteroizi. A fost descoperită pe 19 septembrie 2001 la Experimental Test Site⁠(d) de Lincoln Near-Earth Asteroid Research. 
Obiectul prezintă o orbită caracterizată de o semiaxă mare de 3,1785881 UAi, o excentricitate de 0,13, o înclinație de 4,95584 ° în raport cu ecliptica.